# Cultura de Harife
A cultura de Harife ou cultura harifiana desenvolveu-se no Sinai e Negev entre 10 800/10 500-10 200/10 000 AP, sendo uma representante notável de adaptabilidade as condições locais. Os harifianos era nômades e viviam em casas semi-subterrâneas aproximadamente alinhadas e com fornos. São considerados como migrantes do Faium e dos desertos do leste do Egito durante o mesolítico final, tendo eles se fundido com a cultura Pré-cerâmica Neolítica B, cujo instrumento de aglutinação se assemelha à dos harifianos, que levou à Circum Arabian Nomadic Pastoral Complex (Complexo Pastoril do Círculo de Árabes Nômades), um grupo de culturas que inventaram o pastoreio nômade, e pode ter sido a cultura que espalhou as línguas protossemíticas em toda Mesopotâmia.
A indústria lítica harifiana era baseada em micrólitos (especialmente a ponta de Harife), lunados, raspadores, ferramentas em forma de triângulos isósceles. Os restos faunísticos indicam subsistência baseada na caça (gazelas, ovelhas selvagens, lebres, onagros, auroques e moluscos).